# Catherine Tanvier
| Posities op de WTA-ranglijst Positie per einde seizoen: \| jaar \| rang enkelspel \| rang dubbelspel \| \| ---- \| -------------- \| --------------- \| \| 1983 \| 39 \| – \| \| 1984 \| 30 \| 24 \| \| 1985 \| 39 \| 37 \| \| 1986 \| 37 \| 16 \| \| 1987 \| 96 \| 35 \| \| 1988 \| 77 \| 34 \| \| 1989 \| 65 \| 60 \| \| 1990 \| 99 \| 50 \| \| 1991 \| 111 \| 32 \| \| 1992 \| 96 \| 111 \| \| 1993 \| 765 \| 757 \| \| 1994 \| 475 \| – \| \| 1995 \| 535 \| 239 \| \| \| \| \| \| 1997 \| – \| 286 \| |                |                 |
| jaar | rang enkelspel | rang dubbelspel |
| 1983 | 39             | –               |
| 1984 | 30             | 24              |
| 1985 | 39             | 37              |
| 1986 | 37             | 16              |
| 1987 | 96             | 35              |
| 1988 | 77             | 34              |
| 1989 | 65             | 60              |
| 1990 | 99             | 50              |
| 1991 | 111            | 32              |
| 1992 | 96             | 111             |
| 1993 | 765            | 757             |
| 1994 | 475            | –               |
| 1995 | 535            | 239             |
| |                |                 |
| 1997 | –              | 286             |

Catherine Tanvier (Toulouse, 28 mei 1965) is een voormalig tennisspeelster uit Frankrijk. Tanvier was actief in het proftennis van 1981 tot en met 2000. In 1982 was zij nationaal kampioene van Frankrijk, zowel in het enkel- als het dubbelspel. Aan het eind van dat jaar was zij de nummer één van Frankrijk. In 1990 werd zij nogmaals nationaal kampioene in het enkelspel.

## Loopbaan

### Enkelspel
Tanvier debuteerde in 1981 op het ITF-toernooi van Columbus (VS) – zij bereikte er meteen de halve finale. De week erop speelde Tanvier voor het eerst op een WTA-hoofdtoernooi, op het toernooi van Nashville. Zij bereikte er de kwartfinale. Nog datzelfde jaar speelde zij haar grandslamdebuut, op het US Open, waar zij de tweede ronde bereikte. Zij stond in 1982 voor het eerst in een WTA-finale, op het toernooi van Hershey – zij verloor van de Hongaarse Andrea Temesvári. In 1983 veroverde Tanvier haar enige enkelspeltitel, op het toernooi van Freiburg, door de Peruaanse Laura Arraya te verslaan.
In 1984 vertegenwoordigde Tanvier haar land bij de Olympische spelen in Los Angeles, waar tennis een demonstratiesport was. Zij won er een (gedeelde) bronzen medaille.
Haar beste resultaat op de grandslamtoernooien is het bereiken van de vierde ronde. Haar hoogste notering op de WTA-ranglijst is de twintigste plaats, die zij bereikte in september 1984.

### Dubbelspel
Tanvier behaalde in het dubbelspel betere resultaten dan in het enkelspel. Zij debuteerde in 1982 op het toernooi van Montreal (Canada), samen met de Tsjechoslowaakse Iva Budařová. Twee weken later stond zij voor het eerst in een finale, op het toernooi van Ogden (VS), weer met Budařová – hier veroverde zij haar eerste titel, door het Tsjechoslowaakse duo Yvona Brzáková en Marcela Skuherská te verslaan. Datzelfde jaar speelde zij haar grandslamdebuut, op Roland Garros, samen met de Argentijnse Ivanna Madruga-Osses – zij bereikten er de kwartfinale. In totaal won zij elf titels, de laatste in 1992 in Cesena (Italië).
Haar beste resultaat op de grandslamtoernooien is het bereiken van de halve finale, op Roland Garros 1983, samen met Ivanna Madruga-Osses. Haar hoogste notering op de WTA-ranglijst is de zestiende plaats, die zij bereikte in december 1986.

#### Gemengd dubbelspel
In 1983 speelde Tanvier haar eerste gemengddubbeltoernooi, op Roland Garros, samen met de Amerikaan Rick Meyers. Haar beste resultaat is het bereiken van de halve finale, op Roland Garros 1985 met de Amerikaan Mike Bauer aan haar zijde.

### Tennis in teamverband
In de periode 1981–1988 maakte Tanvier deel uit van het Franse Fed Cup-team – zij behaalde daar een winst/verlies-balans van 10–7. In 1984 bereikte dit team de kwartfinale van de Wereldgroep.
In 1991 speelde Tanvier op de Hopman Cup, samen met Guy Forget – in de eerste ronde wonnen zij van het Nederlandse team, waarbij Tanvier zegevierde over Manon Bollegraf; na verdere winst op Spanje verloren zij in de halve finale van Joegoslavië. In 1996 nam Tanvier nogmaals aan de Hopman Cup deel, nu aan de zijde van Arnaud Boetsch – zij bleven steken in de groepsfase.

### Privé
Al op haar vijftiende onderhield Tanvier haar familie financieel. Op negentienjarige leeftijd gaf zij haar vader 300.000 Franse francs (destijds ongeveer 100.000 gulden) waarmee hij een gevangenisstraf kon ontlopen. Toen de fiscus met een belastingaanslag over twintig jaar kwam, had zij geen geld om die te betalen. Tanvier zocht hulp bij onder meer de Franse tennisbond en de WTA, maar vond daar niet de ondersteuning die zij nodig had – zij verviel tot de bijstand en moest gaan inwonen bij haar moeder. Tanvier legde haar levensverhaal en haar aanklachten neer in een drietal boeken:
- Déclassée, de Roland-Garros au RMI ("Gedegradeerd, van Roland Garros naar de bijstand"), in 2007;[6]
- Le tour de ma vie ("Mijn leven op zijn kop gezet"), in 2008;[7]
- Détraquements – De la colère à la torpeur ("Ontregeling – Van woede naar verdoving"), in 2013.[8]

Op 9 juni 2007 was Tanvier de centrale gast van het wekelijkse tv-programma Thé ou Café van France 2 dat een overzicht van haar leven gaf.
In 2010 speelde Tanvier de hoofdrol in het tweede deel ("Quo vadis Europa") van het drieluik Film Socialisme van regisseur Jean-Luc Godard.

## Palmares

### WTA-finaleplaatsen enkelspel
| nr.              | finale     | toernooi      | ondergrond    | tegenstandster      | score    |
| ---------------- | ---------- | ------------- | ------------- | ------------------- | -------- |
| gewonnen finales |            |               |               |                     |          |
| 1.               | 1983-07-17 | WTA Freiburg  | gravel        | Laura Arraya        | 6-4, 7-5 |
| verloren finales |            |               |               |                     |          |
| 1.               | 1982-03-07 | WTA Hershey   | hardcourt (i) | Andrea Temesvári    | 4-6, 2-6 |
| 2.               | 1983-10-30 | WTA Stuttgart | hardcourt (i) | Martina Navrátilová | 1-6, 2-6 |
| 3.               | 1986-10-05 | WTA Hilversum | tapijt (i)    | Helena Suková       | 2-6, 5-7 |
| 4.               | 1992-02-23 | WTA Cesena    | tapijt (i)    | Mary Pierce         | 1-6, 1-6 |

### WTA-finaleplaatsen vrouwendubbelspel
| nr.              | finale     | toernooi            | ondergrond    | partner              | tegenstandsters                     | score         |
| ---------------- | ---------- | ------------------- | ------------- | -------------------- | ----------------------------------- | ------------- |
| gewonnen finales |            |                     |               |                      |                                     |               |
| 1.               | 1982-02-07 | WTA Ogden           | hardcourt (i) | Iva Budařová         | Yvona Brzáková Marcela Skuherská    | 6-3, 6-2      |
| 2.               | 1982-02-14 | WTA Bakersfield     | hardcourt     | Cláudia Monteiro     | Diane Desfor Barbara Hallquist      | 7-6, 2-6, 6-3 |
| 3.               | 1982-07-18 | WTA Monte Carlo     | gravel        | Virginia Ruzici      | Patricia Medrado Cláudia Monteiro   | 7-6, 6-2      |
| 4.               | 1982-08-08 | WTA Indianapolis    | gravel        | Ivanna Madruga-Osses | JoAnne Russell Virginia Ruzici      | 7-5, 7-6      |
| 5.               | 1985-11-10 | WTA Hilversum       | tapijt (i)    | Marcella Mesker      | Sandra Cecchini Sabrina Goleš       | 6-2, 6-2      |
| 6.               | 1986-05-11 | WTA Barcelona       | gravel        | Iva Budařová         | Petra Huber Petra Keppeler          | 6-2, 6-1      |
| 7.               | 1988-07-17 | WTA Nice            | gravel        | Catherine Suire      | Isabelle Demongeot Nathalie Tauziat | 6-4, 4-6, 6-2 |
| 8.               | 1988-07-24 | WTA Aix-en-Provence | gravel        | Nathalie Herreman    | Sandra Cecchini Arantxa Sánchez     | 6-4, 7-5      |
| 9.               | 1989-10-22 | WTA Bayonne         | hardcourt (i) | Manon Bollegraf      | Elna Reinach Raffaella Reggi        | 7-6, 7-5      |
| 10.              | 1990-09-30 | WTA Bayonne         | tapijt (i)    | Louise Field         | Jo-Anne Faull Rachel McQuillan      | 7-6, 6-7, 7-6 |
| 11.              | 1992-02-23 | WTA Cesena          | tapijt (i)    | Catherine Suire      | Sabine Appelmans Raffaella Reggi    | walk-over     |
| verloren finales |            |                     |               |                      |                                     |               |
| 1.               | 1983-05-08 | WTA Perugia         | gravel        | Ivanna Madruga-Osses | Virginia Ruzici Virginia Wade       | 3-6, 6-2, 1-6 |
| 2.               | 1983-07-10 | WTA Hamburg         | gravel        | Ivanna Madruga-Osses | Bettina Bunge Claudia Kohde-Kilsch  | 5-7, 4-6      |
| 3.               | 1983-10-30 | WTA Stuttgart       | hardcourt (i) | Virginia Ruzici      | Martina Navrátilová Candy Reynolds  | 2-6, 1-6      |
| 4.               | 1984-12-16 | WTA Tokio           | tapijt (i)    | Elizabeth Smylie     | Claudia Kohde-Kilsch Helena Suková  | 4-6, 1-6      |
| 5.               | 1985-05-19 | WTA Berlijn         | gravel        | Steffi Graf          | Claudia Kohde-Kilsch Helena Suková  | 4-6, 1-6      |
| 6.               | 1986-04-13 | WTA Hilton Head     | gravel        | Steffi Graf          | Chris Evert Anne White              | 3-6, 3-6      |
| 7.               | 1986-04-20 | WTA Amelia Island   | gravel        | Gabriela Sabatini    | Claudia Kohde-Kilsch Helena Suková  | 2-6, 7-5, 6-7 |
| 8.               | 1986-10-05 | WTA Hilversum       | tapijt (i)    | Tine Scheuer-Larsen  | Kathy Jordan Helena Suková          | 5-7, 1-6      |
| 9.               | 1986-10-26 | WTA Brighton        | tapijt (i)    | Tine Scheuer-Larsen  | Steffi Graf Helena Suková           | 4-6, 4-6      |
| 10.              | 1987-05-24 | WTA Genève          | gravel        | Laura Gildemeister   | Betsy Nagelsen Elizabeth Smylie     | 6-4, 4-6, 3-6 |
| 11.              | 1987-10-25 | WTA Brighton        | tapijt (i)    | Tine Scheuer-Larsen  | Kathy Jordan Helena Suková          | 5-7, 1-6      |
| 12.              | 1991-09-29 | WTA Bayonne         | tapijt (i)    | Rachel McQuillan     | Patricia Tarabini Nathalie Tauziat  | 3-6, opg.     |

## Resultaten grandslamtoernooien
| Legenda | Legenda                          |
| ------- | -------------------------------- |
| g.t.    | geen toernooi gehouden           |
| l.c.    | lagere categorie                 |
| –       | niet deelgenomen                 |
| G       | uitgeschakeld in de groepsfase   |
| 1R      | uitgeschakeld in de eerste ronde |
| 2R      | uitgeschakeld in de tweede ronde |
| 3R      | uitgeschakeld in de derde ronde  |
| 4R      | uitgeschakeld in de vierde ronde |
| KF      | uitgeschakeld in de kwartfinale  |
| HF      | uitgeschakeld in de halve finale |
| F       | de finale verloren               |
| W       | het toernooi gewonnen            |
| w-v     | winst/verlies-balans             |

### Enkelspel
| Toernooi        | 1981 | 1982 | 1983 | 1984 | 1985 | 1986 | 1987 | 1988 | 1989 | 1990 | 1991 | 1992 | w-v   |
| --------------- | ---- | ---- | ---- | ---- | ---- | ---- | ---- | ---- | ---- | ---- | ---- | ---- | ----- |
| Australian Open | 2R   | 4R   | 4R   | 2R   | –    | g.t. | –    | 3R   | 4R   | 4R   | 4R   | 1R   | 15-9  |
| Roland Garros   | –    | 3R   | 4R   | 3R   | 3R   | 1R   | 1R   | 4R   | 2R   | 1R   | 1R   | –    | 13-10 |
| Wimbledon       | –    | 1R   | 1R   | 3R   | 4R   | 2R   | 3R   | 3R   | 3R   | 3R   | –    | 1R   | 14-10 |
| US Open         | 2R   | 1R   | 2R   | 2R   | 1R   | 2R   | 1R   | 1R   | 1R   | –    | –    | –    | 4-9   |

### Vrouwendubbelspel
| Toernooi        | 1982 | 1983 | 1984 | 1985 | 1986 | 1987 | 1988 | 1989 | 1990 | 1991 | 1992 | 1993 | w-v   |
| --------------- | ---- | ---- | ---- | ---- | ---- | ---- | ---- | ---- | ---- | ---- | ---- | ---- | ----- |
| Australian Open | 3R   | 2R   | 3R   | –    | g.t. | –    | 3R   | KF   | 3R   | 1R   | 2R   | –    | 10-8  |
| Roland Garros   | KF   | HF   | –    | 1R   | 2R   | 1R   | KF   | KF   | 1R   | 3R   | –    | 1R   | 16-10 |
| Wimbledon       | 2R   | 3R   | 3R   | 3R   | KF   | 1R   | 2R   | 1R   | 1R   | –    | –    | –    | 11-9  |
| US Open         | –    | –    | 3R   | –    | 2R   | 1R   | 2R   | 1R   | –    | –    | –    | –    | 4-5   |

### Gemengd dubbelspel
| Australian Open | –  | –  | –  | g.t. | 2R | –  | –  | 1R | 1-2  |
| Roland Garros   | 2R | 2R | HF | 2R   | 3R | 2R | 2R | –  | 10-7 |
| Wimbledon       | 3R | 2R | 3R | –    | –  | 1R | –  | –  | 5-3  |
| US Open         | –  | 2R | –  | 1R   | –  | –  | –  | –  | 1-2  |